# Параскаридоз
Параскаридоз — хронічне інфекційне захворювання коней і віслюків, яке спричинюють гельмінти родини Ascaridae підряду Ascaridata. Характеризується розладами травлення та бронхопневмонією.

## Життєвий цикл
Паразит є геогельмінтом. Яйця виділяються із зараженої тварини із калом і дозрівають у ґрунті.
Зараження відбувається через заковтування зрілих яєць із кормом та водою. Завдяки захисним оболонкам, гельмінти проходять крізь шлунковий сік у дванадцятипалу кишку. Тут із яйця виходять личинки, які травмують слизову оболонку кишок і потрапляють у мікроциркуляторне судинне русло, звідки прямують у легеневу систему. У легенях личинки дозрівають ще 2-3 місяці і розвиваються у статевозрілу особину.
Після цього паразит механічно подразнює нервові закінчення, спричинює кашель і піднімається в глотку. Тут заковтується в шлунково-кишковий тракт і повертається в кишку. Тут гельмінт паразитує ще декілька років, розмножуючись і харчуючись їжею хазяїна.